# Thành bang tự do Lübeck
Thành bang Hanseatic tự do Lübeck (Tiếng Đức: Freie und Hansestadt Lübeck) là một nhà nước của Đế quốc La Mã Thần thánh, được trao quyền Thành bang đế chế từ năm 1226 và tồn tại đến khi Đế chế này tan rã vào năm 1806. Lübeck tiếp tục giữ vị thế là một thành bang tự do trong Bang liên Đức, Liên bang Bắc Đức, cuối cùng trở thành một thành bang của Đế quốc Đức được thống nhất bởi Vương tộc Hohenzollern. Sau Đệ nhất Thế chiến, Đế chế Đức sụp đổ, Lübeck trở thành một bang của Cộng hoà Weimar.
Trong suốt giai đoạn đầu lịch sử của mình, Lübeck là một thành bang thương mại nổi tiếng và giàu có của Đế chế La Mã bên bờ Biển Baltic. Nó cũng từng lãnh đạo Liên minh Hanse khi tổ chức này phát triển thành một liên minh các thành bang vào giữa thế kỷ XIV, với gần 200 thành bang có cảng biển và cảng nội địa ở vùng phía Bắc châu Âu.
Lãnh thổ Thành bang tự do Lübeck hiện nay nằm chồng lên khu vực biên giới giữa các bang Schleswig-Holstein và Mecklenburg-Vorpommern của Đức. Trung tâm lịch sử của nó là Thành phố Lübeck hiện đại với 217.000 dân, đô thị lớn thứ 2 của Đức nằm bên bờ biển Baltic, chỉ xếp sau thành phố Kiel, và là thành phố lớn thứ 35 trên toàn Liên bang Đức. Trung tâm lịch sử của Lübeck được xem là cái nôi và thủ đô thực tế của Liên minh Hanse, và được UNESCO công nhận là Di sản Thế giới, và nó cũng là di sản có diện tích rộng nhất của Đức.

## Lịch sử

### Thành bang Đế chế tự do và Liên minh Hanse
Năm 1226, Hoàng đế Friedrich II của Thánh chế La Mã tuyên bố Lübeck là Thành bang Đế chế Tự do. Luật Lübeck là hiến pháp chính thức được phát triển sau khi trở thành thành bang tự do. Về lý thuyết, luật Lübeck khiến các thành bang áp dụng luật này trở nên độc lập với hoàng gia. Vào thế kỷ XIV, Lübeck trở thành "Nữ hoàng của Liên minh Hanse", và vào thời điểm đó, là thành viên lớn nhất và quyền lực nhất của tổ chức thương mại thời trung cổ này.
Năm 1359, Lübeck mua lãnh địa Công tước Herrschaft của Mölln từ Albrecht V, Công tước xứ Sachsen-Bergedorf-Mölln, một nhánh của gia tộc công tước Sachsen-Lauenburg. Thành bang và Công tước—với sự đồng ý của anh trai Công tước Eric xứ Sachsen-Lauenburg — đã thống nhất về mức giá 9.737,50 mark Lübeck. Các bên cũng đồng ý một điều khoản cho phép Công tước hoặc những người thừa kế của ông mua lại đất đai cũ, nhưng chỉ khi họ mua lại tài sản cho chính họ chứ không phải cho bên thứ ba. Lübeck coi việc mua lại này là cực kỳ quan trọng vì Mölln là một trạm trung chuyển quan trọng trong hoạt động thương mại (đặc biệt là hoạt động buôn bán muối) giữa Scandinavia và các thành phố Braunschweig và Lüneburg qua Lübeck. Do đó, Lübeck đã bố trí lính canh có vũ trang tại Mölln để duy trì luật pháp và trật tự trên đường bộ.
Năm 1370, Lübeck tiếp tục mua lại—bằng cách thế chấp cho một khoản vay—Lãnh địa Bergedorf, Vierlande, một nửa Sachsenwald (Rừng Saxon) và Geesthacht từ Công tước Eric III, người trong thời gian đó đã kế vị người anh trai quá cố Albrecht V.  Việc mua lại này bao gồm phần lớn tuyến đường thương mại giữa Hamburg và Lübeck, do đó cung cấp một tuyến đường vận chuyển hàng hóa an toàn giữa các thành bang. Eric III vẫn giữ quyền sở hữu trọn đời đối với những vùng đất này.
| Số tàu đến | %    | Điểm xuất phát, điểm đến | Điểm khởi hành | %    |
| ---------- | ---- | ------------------------ | -------------- | ---- |
| 289        | 33.7 | Mecklenburg-Pomerania    | 386            | 42.3 |
| 250        | 26.8 | Skania                   | 207            | 22.8 |
| 145        | 16.8 | Prussia                  | 183            | 20.1 |
| 96         | 11.2 | Sweden                   | 64             | 7    |
| 35         | 4.3  | Livonia                  | 43             | 4.7  |
| 28         | 3.2  | Fehmarn                  | 27             | 3    |
| 12         | 1.6  | Bergen                   | -              | -    |
| 3          | 0.4  | Flanders                 | 1              | 0.1  |

Lübeck và Eric III còn quy định thêm rằng sau khi Eric qua đời, Lübeck sẽ có quyền chiếm hữu các vùng lãnh thổ đã thế chấp cho đến khi những người kế vị ông có thể trả hết nợ và đồng thời thực hiện việc mua lại Mölln. Vào thời điểm này, số tiền liên quan được tính là 26.000 Mark Lübeck, một số tiền khổng lồ vào thời điểm đó.
Năm 1401, Eric III qua đời mà không có con và người anh em họ đời thứ hai của ông là Eric IV xứ Sachsen-Ratzeburg-Lauenburg kế vị. Cùng năm đó, Eric IV, được sự hỗ trợ của các con trai là Eric (sau này trị vì với tên gọi Eric V) và Johann (sau này là Johann IV), đã chiếm được các vùng đất đã thế chấp mà không trả lại số tiền đã thỏa thuận và trước khi Lübeck có thể chiếm hữu chúng. Lübeck đã chấp thuận.
Năm 1420, Eric V tấn công Friedrich I, Tuyển hầu tước xứ Brandenburg và Lübeck đã giành được Hamburg để lập liên minh chiến tranh nhằm ủng hộ Bá quốc Brandenburg. Quân đội của cả hai thành bang mở mặt trận thứ hai và chiếm được Bergedorf, lâu đài Riepenburg và trạm thu phí sông Esslingen (ngày nay là Phà Zollenspieker) trong vòng vài tuần. Điều này buộc Eric V phải đồng ý với Hòa ước Perleberg vào ngày 23 tháng 8 năm 1420, trong đó quy định rằng tất cả các vùng lãnh thổ cầm cố mà Eric IV, Eric V và Johann IV đã chiếm đoạt một cách bạo lực vào năm 1401 sẽ được nhượng lại không thể hủy ngang cho các thành bang Hamburg và Lübeck. Các thành bang đã biến các khu vực giành được thành Beiderstädtischer Besitz (khu dân cư chung của cả hai thành bang), do các quan chấp hành cai trị trong nhiệm kỳ 4 năm. Các quan chấp hành sẽ đến từ mỗi thành bang luân phiên nhau.
Liên minh Hanse, dưới sự lãnh đạo của Lübeck, đã tiến hành nhiều cuộc chiến tranh chống lại Đan Mạch với các mức độ thành công khác nhau. Trong khi Lübeck và Liên minh Hanse giành chiến thắng vào năm 1435 và 1512, Lübeck đã thua khi tham gia vào Mối thù của Bá tước, một cuộc nội chiến diễn ra ở Đan Mạch từ năm 1534 đến năm 1536. Lübeck cũng tham gia Liên minh Schmalkaldic. Sau thất bại trong Cuộc đấu tranh Mối thù của Bá tước, quyền lực của Lübeck dần suy yếu. Lübeck vẫn giữ thái độ trung lập trong Chiến tranh Ba mươi năm, nhưng với sự tàn phá của chiến tranh và định hướng xuyên Đại Tây Dương mới của thương mại châu Âu, Liên minh Hanse nói chung và Lübeck nói riêng, đã mất đi tầm quan trọng. Sau khi Liên minh Hanse tan rã trên thực tế vào năm 1669, Lübeck vẫn là một đô thị thương mại quan trọng trên Biển Baltic.

### Thời đại Napoleon
Lübeck vẫn là một Thành bang Đế chế Tự do ngay cả sau thời kỳ Hòa giải Đức năm 1803 và trở thành một quốc gia có chủ quyền khi Đế chế La Mã Thần thánh giải thể năm 1806. Trong Chiến tranh Liên minh thứ Tư chống lại Hoàng đế Napoleon I, quân đội Pháp dưới quyền của Thân vương Bernadotte đã chiếm đóng Lübeck trung lập sau trận chiến với tướng Phổ Blücher vào ngày 6 tháng 11 năm 1806.
Theo Hệ thống phong tỏa Lục địa, thương mại bị ảnh hưởng và từ năm 1811 đến năm 1813, Lübeck chính thức được sáp nhập như một phần của Đệ nhất Đế chế Pháp, thuộc tỉnh Bouches-de-l'Elbe.

### Tái lập với tư cách là thành bang có chủ quyền vào năm 1813

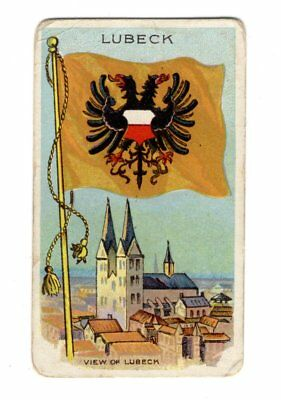
Lá cờ và quang cảnh Lübeck trên thẻ thuốc lá năm 1909

Lübeck đã lấy lại được vị thế trước năm 1811 của mình vào năm 1813. Đại hội Viên năm 1815 đã tái khẳng định nền độc lập của Lübeck và trở thành một trong 39 nhà nước có chủ quyền của Bang liên Đức. Lübeck gia nhập Liên bang Bắc Đức vào năm 1867. Năm sau, Lübeck đã bán cổ phần của mình trong khu dân cư chung Bergedorf cho Thành bang Hamburg, cũng là một nhà nước có chủ quyền của Liên bang Bắc Đức. Năm 1871, Lübeck trở thành một thành bang tự trị trong Đế chế Đức mới thành lập. Sau khi đế chế sụp đổ sau Chiến tranh thế giới thứ nhất, Lübeck gia nhập Cộng hòa Weimar với tư cách là một tiểu bang cấu thành. Vị thế của nó đã bị suy yếu trong thời gian này do Cộng hòa thực thi quyền quyết định thuế.
Sau khi Đức Quốc xã nắm quyền, Lübeck, giống như tất cả các tiểu bang Đức khác, đã phải chịu sự điều chỉnh của Gleichschaltung (điều phối). Sau khi ban hành "Luật tạm thời và Luật thứ hai về sự phối hợp của các tiểu bang với Đế chế" vào ngày 7 tháng 4 năm 1933, Friedrich Hildebrandt được bổ nhiệm vào vị trí mới của Reichsstatthalter (Thống đốc Đế chế) của Lübeck vào ngày 26 tháng 5 năm 1933. Hildebrandt đã bổ nhiệm Otto-Heinrich Drechsler làm Bürgermeister, thay thế đảng viên Dân chủ Xã hội được bầu hợp lệ là Paul Löwigt. Ngoài ra, vào ngày 30 tháng 1 năm 1934, chính quyền Đế chế đã ban hành "Luật về việc tái thiết Đế chế", chính thức bãi bỏ tất cả các nghị viện tiểu bang và chuyển giao chủ quyền của các tiểu bang cho chính quyền trung ương. Với hành động này, hội đồng nhân dân Lübeck, Bürgerschaft, đã bị giải tán và Lübeck thực sự mất quyền là một tiểu bang trong liên bang.

### Hợp nhất vào Schleswig-Holstein
Năm 1937, Đức Quốc xã đã thông qua Đạo luật Đại Hamburg, theo đó Thành bang Hanseatic Hamburg gần đó được mở rộng để bao gồm các thị trấn trước đây thuộc về tỉnh Schleswig-Holstein của Phổ. Để bù đắp cho những mất mát này của Phổ (và một phần vì Adolf Hitler không thích Lübeck sau khi Phổ từ chối cho phép ông ta tham gia chiến dịch tranh cử ở đó vào năm 1932), hiện trạng nhà nước tự trị kéo dài 711 năm của Lübeck đã kết thúc vào ngày 1 tháng 4 năm 1937 và hầu như toàn bộ lãnh thổ của nó đã được sáp nhập vào Schleswig-Holstein.
Lübeck đã bị Quân đội Anh chiếm đóng vào những ngày cuối của Thế chiến II. Sau đó, Hồng quân đã chiếm đóng toàn bộ lãnh thổ ở phía đông thành phố, theo thỏa thuận của các cường quốc Đồng minh. Phổ đã bị các lực lượng Đồng minh chiếm đóng giải thể như một quốc gia sau chiến tranh. Tuy nhiên, Lübeck không được khôi phục lại tình trạng nhà nước. Thay vào đó, thành phố đã được sáp nhập vào tiểu bang trong liên bang mới Schleswig-Holstein. Vị trí của Lübeck trên biên giới bên trong nước Đức, cắt đứt thành phố khỏi phần lớn vùng đất phía sau, là một yếu tố quan trọng trong sự phát triển này. Năm 1956, trong cái gọi là quyết định Lübeck, Tòa án Hiến pháp Liên bang Tây Đức đã duy trì quyết định của chính phủ liên bang nhằm bác bỏ nỗ lực khôi phục quyền tự trị của Lübeck thông qua trưng cầu dân ý.

## Những nhân vật đáng chú ý
- Godfrey Kneller (1646–1723), họa sĩ cung đình Đức-Anh
- Thomas Mann (1875–1955), Tác giả người Đức, người đoạt giải Giải Nobel Văn học
- Wilhelm Mohnke (1911–2001), Brigadeführer trong Waffen-SS
- Willy Brandt (1913–1992), chính trị gia Đức